# Malakoff
För andra betydelser, se Malakoff (olika betydelser).
Malakoff är en kommun i departementet Hauts-de-Seine i regionen Île-de-France i norra Frankrike. Kommunen ligger i kantonen Malakoff som tillhör arrondissementet Antony. År 2022 hade Malakoff 30 183 invånare.
Orten är uppkallad efter ett slag under Krimkriget.

## Befolkningsutveckling
Antalet invånare i kommunen Malakoff
| Referens: INSEE |

## Utbildning
- École nationale de la statistique et de l'administration économique